# Myców
Myców is een plaats in het Poolse district  Hrubieszowski, woiwodschap Lublin. De plaats maakt deel uit van de gemeente Dołhobyczów en telt 140 inwoners.